# Flottmållor
Flottmållor eller bymållor (Oxybasis) är ett släkte i familjen amarantväxter.

## Arter
Enligt Plants of the World Online har släktet 15 accepterade arter:
- Oxybasis ambigua
- Oxybasis amurensis
- Oxybasis antarctica
- Oxybasis chenopodioides (druvmålla)
- Oxybasis frigida
- Oxybasis glauca (blåmålla)
- Oxybasis gubanovii
- Oxybasis halophila
- Oxybasis macrosperma
- Oxybasis mexicana
- Oxybasis micrantha
- Oxybasis parodii
- Oxybasis rubra (rödmålla)
- Oxybasis salina
- Oxybasis urbica (bymålla)

Catalogue of Life listar även Oxybasis rhombifolia, som Plants of the World Online emellertid räknar som en synonym till O. urbica. Dessutom finns hybridarten Oxybasis × schulzeana.

## Bildgalleri

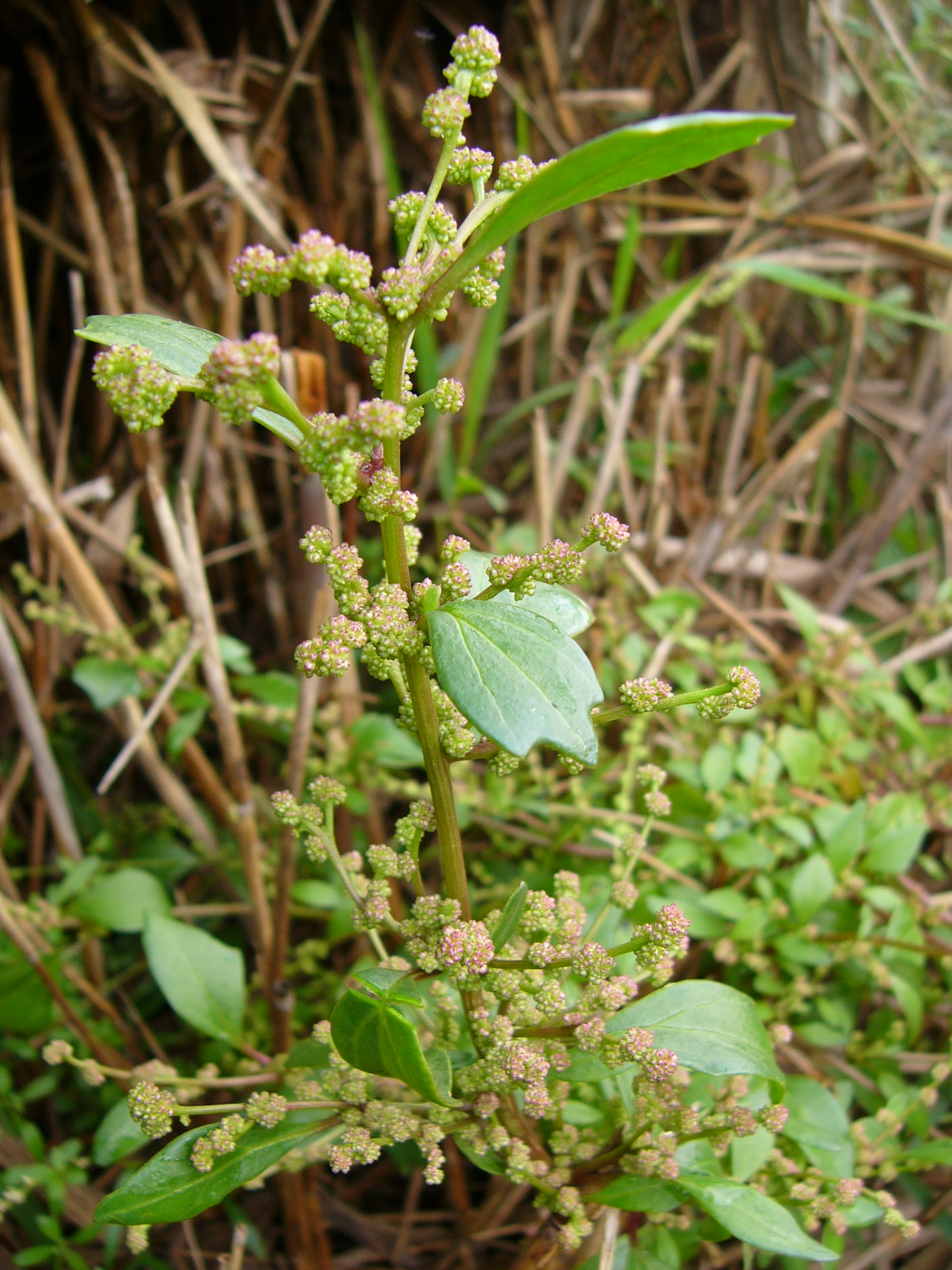
Druvmålla (O. chenopodioides)
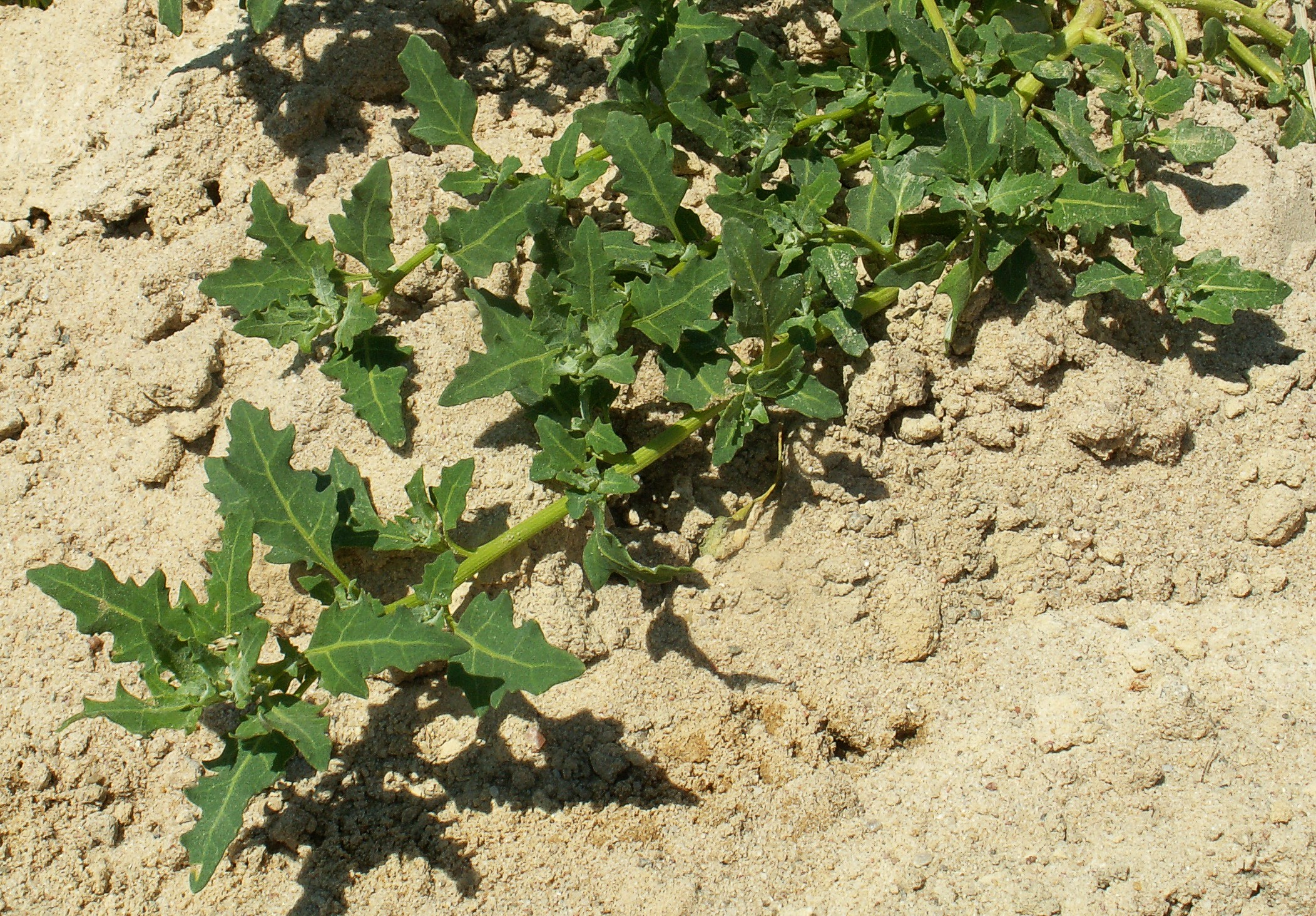
Blåmålla (O. glauca)